# Maikel Salas
Maikel Moreno Salas (Gramma, 22 aprile 1981) è un pallavolista cubano naturalizzato italiano.
Gioca nel ruolo di palleggiatore.

## Carriera
La carriera di Maikel Salas incomincia a Cuba, suo paese natale. Nel 1997 viene concocato nella nazionale pre-juniores cubana con cui disputa il campionato mondiale pre-juniores, in Iran. Dopo esser stato convocato anche nella nazionale juniores, nel 2001, gioca per la nazionale maggiore con cui vince, nello stesso anno, un campionato nordamericano e una Grand Champions Cup.
Nel maggio del 2004 decide di lasciare la nazionale cubana mentre si trovava in Europa, dove stava disputando alcune amichevoli contro la nazionale greca e la nazionale portoghese. Nella stessa spedizione anche il libero Javier Brito fugge dalla nazionale.
Dopo la squalifica inflittagli dalla FIVB viene tesserato nella stagione 2006-07 dalla BluVolley Verona che però, dopo alcuni mesi, lo gira in prestito alla Modugno Volley. La stagione successiva gioca nella Cagliari Volley. Nello stesso anno viene convocato nella rosa dei migliori giocatori della Serie A2 per disputare l'All Star Game.
Nella stagione 2008-09 si trasferisce in Polonia dove viene ingaggiato dallo Jadar Radom, squadra militante nel massimo campionato polacco. Nella stagione 2010-11 passa all'AZS Politechnika Warszawska. L'anno successivo si trasferisce in Svizzera, dove gioca nella Pallavolo Lugano.
Nella stagione 2012-13 viene ingaggiato dal Vienna hotVolleys, mentre in quella successiva ritorna nella PlusLiga polacca per giocare col Łuczniczka Bydgoszcz.
Nella stagione successiva ritorna alla Pallavolo Lugano.

## Palmarès

### Nazionale
- Campionati Noreca Junior (MEXICO) 1997
- Men's Junior Grand Champions (IRAN) 1997
- Campionati Noreca Under 21 (CUBA) 2000
- Campionati del Mondo Under 21 (POLONIA) 2001
- Gran Champions Cup (JAPAN) 2001
- World League 2002
- XIX Giochi Centroamericani dei Caraibi (El Salvador) 2002
- Campionati del Mondo (ARGENTINA) 2002
- World League 2003
- Giochi panamericani 2003 (REPUBBLICA DOMINICANA)
- Campionati Noreca (MEXICO) 2003
- Campionati Noreca (PORTO RICO) 2003
- XXVIII Olimpiade di Atene (GRECIA) 2004